# كلفن كلين (شركة)
شركة كالفين كلاين (بالإنجليزية: Calvin Klein Inc.)‏ هي دار أزياء أمريكية تأسست عام 1968. وهي متخصصة في الجلود والإكسسوارات والمفروشات المنزلية والعطور والمجوهرات والساعات والملابس الجاهزة. تتمتع الشركة بحصة سوقية كبيرة في خطوط البيع بالتجزئة والتجارية وكذلك الملابس الراقية.
أسس الشركة المصمم كالفين كلاين وصديق طفولته، باري ك. شوارتز. يقع المقر الرئيسي للشركة في ميدتاون مانهاتن، مدينة نيويورك.

## التاريخ

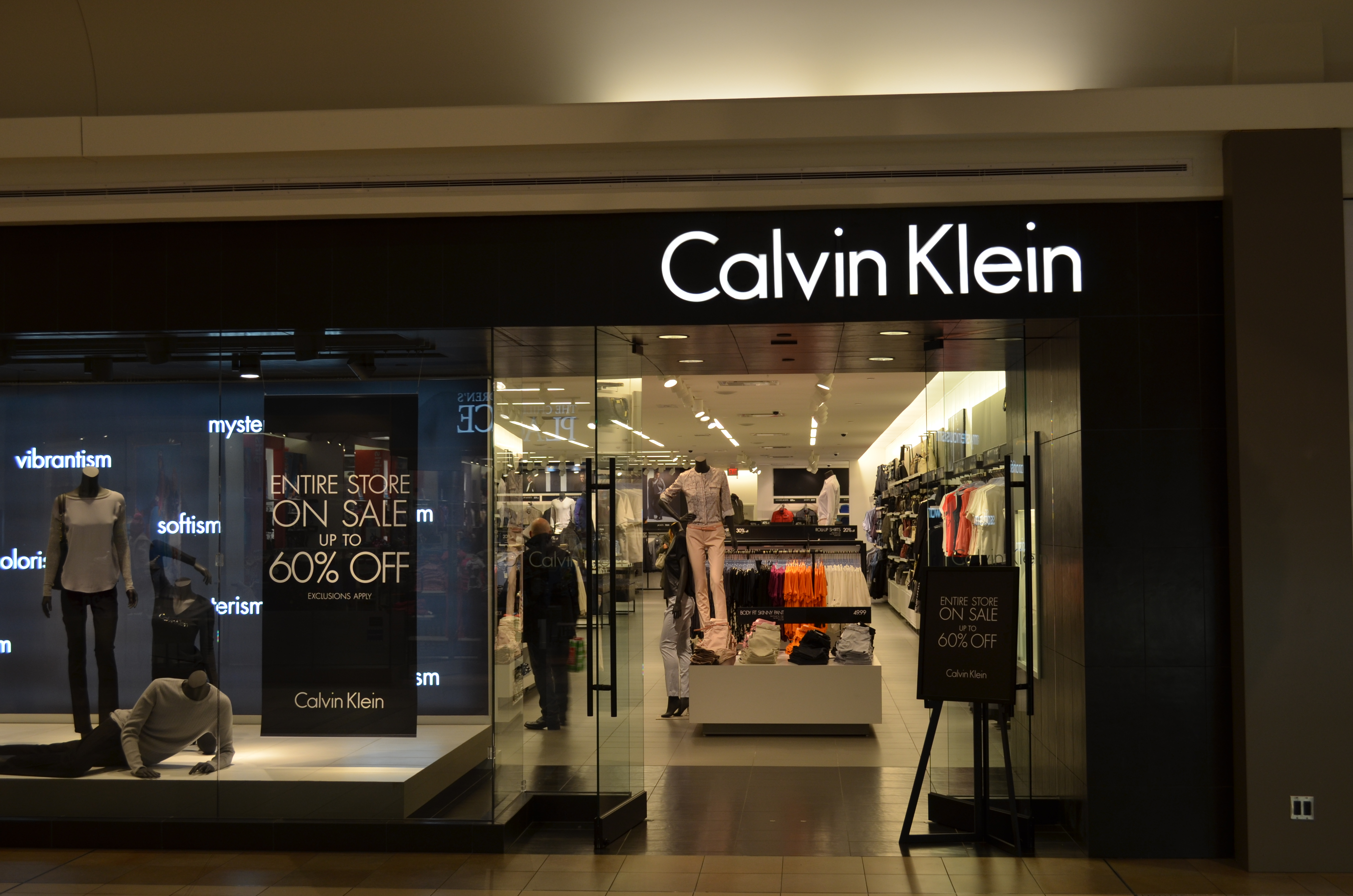
متجر كالفين كلاين في المركز التجاري فييرفيو

### السنوات الأولى
في عام 1968، أسس كالفن كلاين كالفين كلاين ليميتيد، وهو متجر معاطف في فندق يورك في مدينة نيويورك، بمبلغ 10000 دولار. كانت مجموعة كالفين كلاين الأولى عبارة عن مجموعة من «المعاطف والفساتين الشبابية والبسيطة» التي ظهرت في متجر مدينة نيويورك بونويت تيلر.
في سبتمبر 1969، ظهر كلاين على غلاف مجلة فوغ.

### السبعينيات
بحلول عام 1971، أضاف كلاين الملابس الرياضية والسترات الكلاسيكية والملابس الداخلية إلى مجموعته النسائية.[بحاجة لمصدر]
في عام 1973، حصل على أول جائزة «كوتي نقاد الموضة الأمريكية Coty American Fashion Critics» لمجموعته من 74 قطعة من الملابس النسائية -كان أصغر فائز في ذلك الوقت. فاز كلاين بالجائزة مرة أخرى في عامي 1974 و 1975. وبحلول عام 1977، زادت الإيرادات السنوية إلى 30 مليون دولار (ما يعادل 127 مليون دولار في عام 2020)، وحصل كلاين على تراخيص للأوشحة والأحذية والأحزمة والفراء والنظارات والشراشف. كان كلاين وشوارتز يكسب كل منهما 4 ملايين دولار. بعد أن وقعت الشركة تراخيص لمستحضرات التجميل والجينز والملابس الرجالية، قدر حجم التجزئة السنوي لشركة كلاين بمبلغ 100 مليون دولار (ما يعادل 422 مليون دولار في عام 2020). في عام 1978، ادعى كلاين بيع 200000 زوج من بنطاله الجينز الشهير في الأسبوع الأول من طرحه في السوق. بحلول عام 1981، قدرت مجلة فورتشن دخل كلاين السنوي بـ 8.5 مليون دولار. في منتصف السبعينيات من القرن الماضي، ابتكر جنون مصمم الجينز أن يضع اسمه على الجيب الخلفي. ادعى مساعد تصميم كلاين في ذلك الوقت، جيفري بانكس، أن الفضل يعود في فكرة الشعار على الملابس إلى، مشيرًا إلى أنه يحمل الشعار من مجلد الصحافة بطباعة الـشاشة الحريرية على كم قميص بني كهدية لكلاين. افترض شوارتز أن الهدية ستكون جزءًا من الخط القادم، وقمصان ذات شعار مماثل جهزت لتكون الزي الرسمي لموظفي الواجهة الأمامية في عرض كلاين القادم على المنصة، مما أدى إلى طلب المشتري.
في أواخر السبعينيات، بذلت الشركة أيضًا محاولات لإنشاء خطوط عطور ومستحضرات تجميل خاصة بها، لكنها سرعان ما انسحبت من السوق مع خسائر مالية كبيرة.[بحاجة لمصدر]

### الثمانينيات
في الثمانينيات، مع وصول جنون مصممي الجينز إلى أعلى مستوياته على الإطلاق، قدمت كالفن كلاين مجموعة ناجحة للغاية من شورتات البوكسر للنساء ومجموعة الملابس الداخلية للرجال والتي ستبلغ فيما بعد 70 مليون دولار في عام واحد[بحاجة لمصدر]. تم تغيير السوق الأمريكية للملابس الداخلية للرجال - من سوق حيث كانت معظم الملابس الداخلية للرجال بيضاء، ويتم شراؤها في عبوات من ثلاثة من قِبل "زوجة أو أم أو صديقة عندما يحتاجون إليها" إلى سوق حيث "يهتم" الرجل الأمريكي بالعلامة التجارية في شيء لا يراه إلا القليل ".
استمر النمو خلال أوائل الثمانينيات. برنامج الترخيص، الذي جلب 24000 دولار عندما بدأ في عام 1974 (ما يعادل 124,421 دولارًا أمريكيًا في عام 2019)، حصل على دخل إتاوي قدره 7.3 مليون دولار بعد عشر سنوات (ما يعادل 17.96 مليون دولار في عام 2020) في ذلك العام، قدرت مبيعات التجزئة في جميع أنحاء العالم بأكثر من 60 مليون دولار (ما يعادل 1476.55 مليون دولار في عام 2020). تم بيع ملابس كلاين من خلال 12000 متجر في الولايات المتحدة وكانت متوفرة في ستة بلدان أخرى من خلال صفقات الترخيص، وهي كندا والمملكة المتحدة وأيرلندا وأستراليا ونيوزيلندا واليابان. تجاوز دخله السنوي 12 مليون دولار (ما يعادل 29.53 مليون دولار في عام 2020).
أدت المشاكل المالية إلى زيادة الضغط من جميع الجهات، والخلافات مع المرخص له بخط الملابس الرجالية ومبيعاتها المخيبة للآمال، فضلاً عن معدل الموظفين الهائل الذي غادر الشركة وأيضا شركائها المرخصين، مما أدى إلى ظهور الشائعات الأولى بأن شركة كالفين كلاين للصناعة، كما كانت معروفة في ذلك الوقت، معروضة للبيع. وبالفعل، في أواخر عام 1987، قيل إنه تم بيع الشركة لشركة تراينجل للصناعة، الشركة المصنعة للحاويات، وإنها فشلت فقط بسبب انهيار سوق الأسهم.

### التسعينيات
على الرغم من أن الشركة كادت تتعرض للإفلاس في عام 1992، إلا أن كالفن كلاين تمكن من استعادة وزيادة ربحية إمبراطوريته في أواخر التسعينيات، وحدث ذلك، بشكل رئيسي، من خلال نجاح خطوط الملابس الداخلية والعطور الشهيرة، بالإضافة إلى خط الملابس الرياضية. خلال الفترة 1990-1995 التي قضاها كرئيس لتصميم الملابس الرجالية لكالفن كلاين، كان جون فارفاتوس رائدًا في نوع من الملابس الداخلية الرجالية تسمى سراويل بوكسر، وهي مزيج من شورت الملاكم والكلسون. اشتهرت بسلسلة من الإعلانات المطبوعة عام 1992 التي ظهر فيها مارك والبيرغ، وقد أطلق عليها «واحدة من أعظم ثورات الملابس في القرن».
حصل كلاين على لقب «أفضل مصمم في أمريكا» لتصميماته الأمريكية البسيطة في عام 1993، وكانت مفاجأة في عام 1999 عندما تم الإعلان عن عرض كالفين كلاين للصناعة للبيع مرة أخرى. تخطيطا لتوسيع أعمالها، قد تم الاتصال بالشركة من قبل شركتين للسلع الفاخرة، إل في إم اتش وكيرينغ، للانضمام إلى كالفين كلاين، ولكن لم ينتج عن ذلك شيء. بالإضافة إلى جهود أخرى مثل شركة تومي هيلفيغر. وأثبتت شركة ديارتيشيبازيوني الإيطالية خيبة أمل مماثلة بسبب السعر الباهظ لشركة كالفين كلاين الذي يفترض أن يكون مليار دولار. بعد سبعة أشهر وعدم وجود مشترٍ محتمل، أعلن كلاين أن إمبراطوريته لم تعد معروضة في السوق. ولن تتمكن الشركة أبدًا من الظهور للجمهور، والتي كان من المفترض أنها كانت خطة كلاين ذات مرة.

الشعار السابق من 1975 إلى 2017

### 2002 إلى الوقت الحاضر: اقتناء فيليبس فان هيوزن
في منتصف ديسمبر 2002، تم بيع شركة كالفين كلاين لشركة بي في إتش، التي كان رئيسها التنفيذي آنذاك، بروس كلاتسكي، القوة الدافعة وراء الصفقة، مقابل حوالي 400 مليون دولار نقدًا، 30 مليون دولار في الأسهم أيضًا باعتبارها حقوق ترخيص وإتاوات مرتبطة بالإيرادات على مدى السنوات الخمس عشرة التالية والتي قدرت بما يتراوح بين 200 و 300 مليون دولار. تضمنت عملية البيع أيضًا حافزًا ماليًا شخصيًا مستمرًا لشركة كلاين بناءً على المبيعات المستقبلية لعلامة كالفين كلاين التجارية.
قدمت بي في إتش عرضًا على شركة في إف، الشركة المصنعة لـجينز لي وورانجلير، والتي كانت مهتمة أيضًا بأعمال الجينز والملابس الداخلية وملابس السباحة لشركة كالفين كلاين التي كانت تحت سيطرة مجموعة وارناكو، المصنعة لملابس السباحة سبيدو في الولايات المتحدة، منذ عام 1997. الصفقة مع بي في إتش لم يشمل هذه الشركات، ومع ذلك، ظلت مع وارناكو. أصبحت الشركة غير قادرة على سداد الديون من اتفاقيات الاستحواذ والترخيص وبسبب الدعاية السيئة من خلال دعوى قضائية تم رفضها لاحقًا مع كالفن كلاين بشأن بيع منتجات الترخيص لتجار التجزئة بخلاف المتفق عليه مع كالفن كلاين، تقدمت وارناكو بطلب الحماية بموجب المادة 11 في منتصف عام 2001 ولكنها خرجت في النهاية من الإفلاس في فبراير 2003.
تم دعم الصفقة بين كالفين كلاين وبي في إتش مالياً من قِبل شركة أباكس بارتنيرز، وهي شركة أسهم خاصة في نيويورك، يُقال إنها استثمرت 250 مليون دولار في الأسهم الممتازة القابلة للتحويل في بي في إتش، بالإضافة إلى 125 مليون دولار سندات ضمان لمدة عامين، كل ذلك مقابل مقاعد في مجلس إدارة شركة بي في إتش.
وهكذا أصبحت كالفين كلاين شركة فرعية مملوكة بالكامل لشركة بي في إتش. في البداية، ظل كلاين نفسه، الذي تم إدراجه كشخص في عقد مدته 15 عامًا وقعه مع شركة بي في إتش، رئيسًا مبدعًا للمجموعات، لكنه استمر بعد ذلك كمستشار (مدير إبداعي استشاري) للشركة الجديدة من عام 2003 فصاعدًا ومنذ ذلك الحين تم سحب المزيد من الأعمال. قيل أن باري ك. شوارتز ركز على دوره كرئيس لجمعية سباق نيويورك، وهو ناد لسباق الخيل. الرئيس الحالي ومدير العمليات لقسم كالفين كلاين في بي في إتش هو توم موري، الذي شغل هذا المنصب بالفعل قبل الاستحواذ.[بحاجة لمصدر]
عند الاستحواذ على كالفين كلاين، أعلن فيليبس فان هيوزن عن خطط لإطلاق مجموعة ملابس رياضية رجالية جديدة تنافس مجموعة رالف لورين. تم إنتاج هذا الخط بواسطة فان هيوزن.
مع عروض أزياء مجموعة خريف 2006 في مدينة نيويورك، افتتحت كالفين كلاين مساحة صالة عرض تبلغ 8600 قدم مربع (800 متر مربع) يمكن أن تستوعب ما يصل إلى 600 شخص في الطابق الأرضي من 205 غرب شارع 39، في تايمز سكوير ساوث حيث كان مقر كالفن كلاين منذ عام 1978.[بحاجة لمصدر]
في تقرير عام 2010، قدرت شركة بي في إتش، التي تدير أنشطة الملابس الجاهزة، مبيعات بقيمة 4.6 مليار يورو من منتجات كالفين كلاين.
في فبراير 2013، استحوذت شركة بي في إتش على مجموعة وارناكو التي وحدت خطوط كالفين كلاين الرسمية والملابس الداخلية والجينز والملابس الرياضية.
في عام 2020، أعلنت شركة بي في إتش أنه كجزء من سياسة الرفق بالحيوان الخاصة بها، لا تستخدم الشركة الجلود الغريبة وستحظر استخدامها في مجموعات كالفين كلاين عندما «يتم إصدار تحديثنا السنوي لهذه السياسة».

## العطور

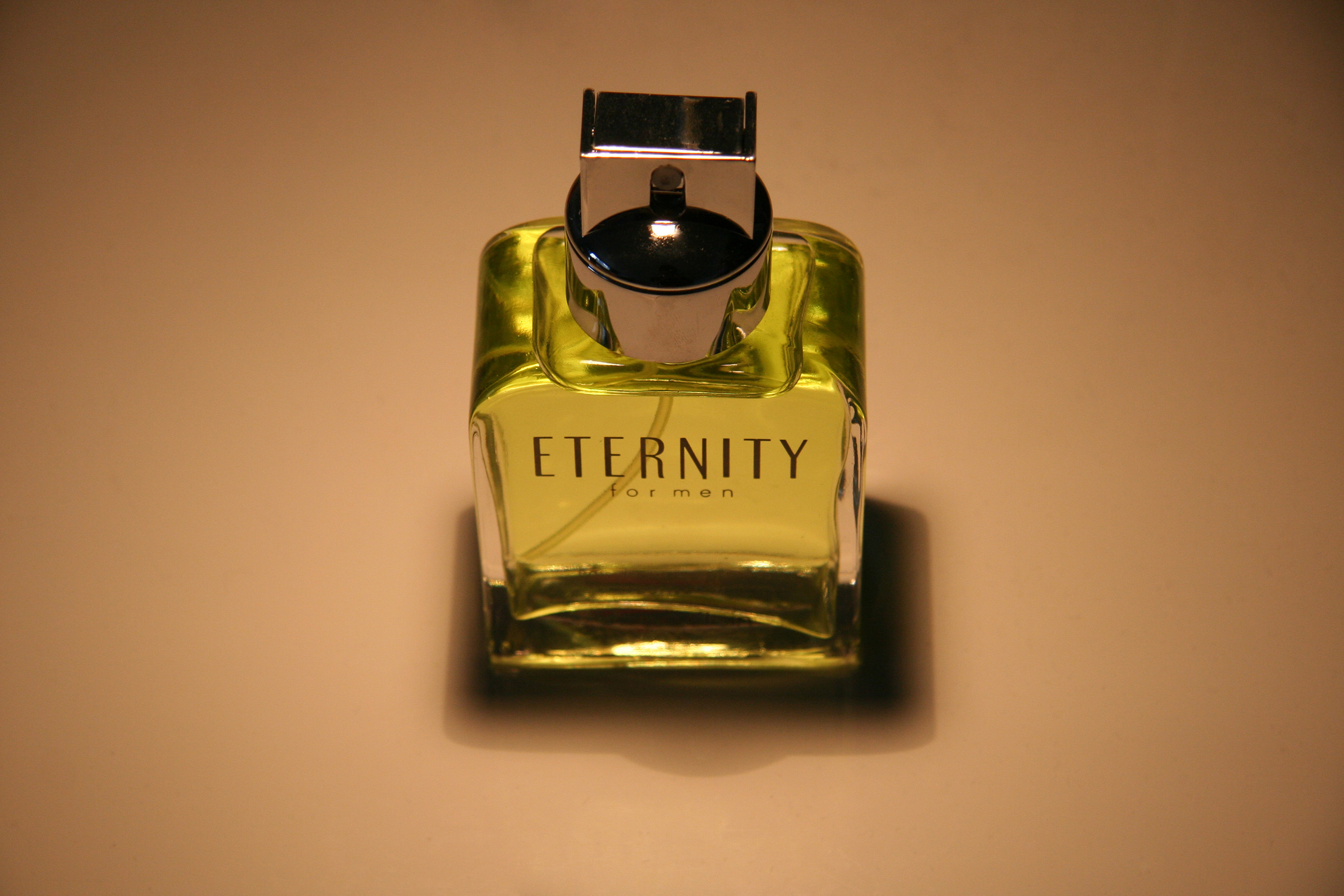
عطر كالفن كلاين اتيرنتي للرجال

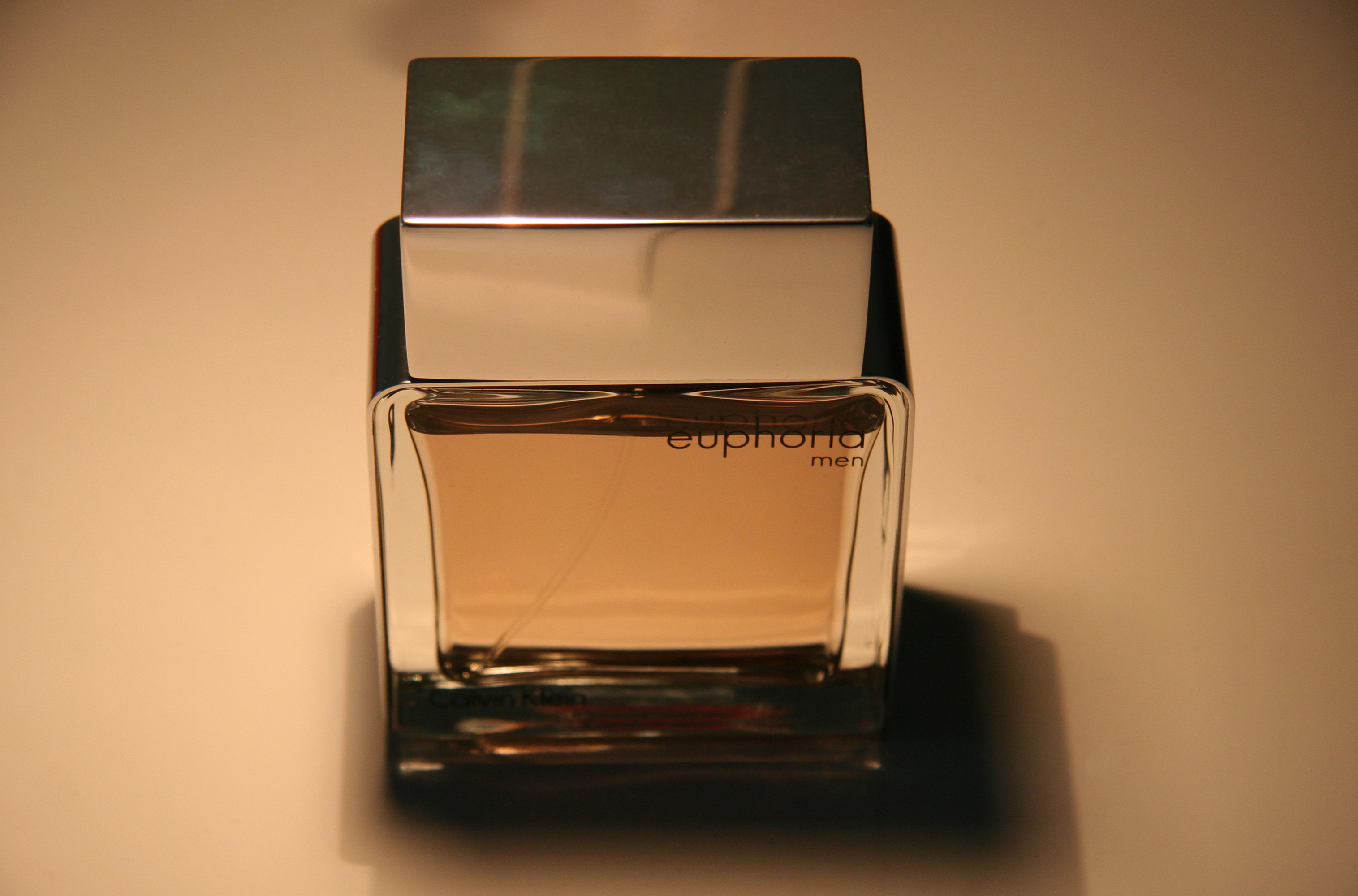
عطر كالفن كلاين يوفوريا للرجال

لدى كالفين كلاين خطوط مختلفة من العطور والكولونيا، بما في ذلك أوبسيشن وكالفين كلاين بي وإتيرنيتي. حتى مايو 2005، تم صيانة عطورهم وخطوط العطور المقابلة من قبل شركة كالفن كلاين لمستحضرات التجميل (CKCC)، وهي شركة تابعة لشركة يونيليفر. اشترت شركة مستحضرات التجميل العملاقة كوتي في نيويورك اتفاقيات ترخيص العطور من شركة يونيليفر.

## الدعاية
تم تصوير الإعلانات المبكرة بواسطة بروس ويبر وريتشارد أفيدون. أحد عارضيه في الملابس الداخلية، مارك والبيرغ، اشتهر كنجم الهيب هوب «ماركي مارك»، حيث انطلق في عالم هوليوود ليصبح ممثلاً حاليًا. ظهر نجم هوليوود آخر لأول مرة في إعلانات كالفن كلاين وهو أنطونيو ساباتو. وظفت كالفن كلاين كيت موس في بداية مسيرتها المهنية في أوائل التسعينيات وفي عام 2002 بعد إنتشار شائعات بتعاطي الكوكايين. النماذج الأخرى التي ظهرت في الإعلانات في وقت مبكر من حياتهم المهنية هي ناتاليا فوديانوفا، وتوني غارن. يستخدم كالفن كلاين حاليًا شون مينديز، تايسون بالو، ولارا ستون، وفي الماضي استخدم أيضًا كريستي تورلينجتون، جيري هول، باتي هانسن، توم هنتناوس، ترافيس فيميل، دوتزين كرويس، ميني أندين، غاريت نيف، شون أوبري، إديتا فيلكيفيشيوتا، جيمي دورنان، ليو وين وإدوارد فورلونج.[بحاجة لمصدر]
كما اختار ممثلون مثل إيفا مينديز ومهكاد بروكس وسكارليت جوهانسون وكيلان لوتز وآندي ماكدويل وألكسندر سكارسجارد وزوي سالدانا وريتا أورا وروني مارا ولوبيتا نيونغو ومارجوت روبي وساويرس رونان وجيك جيلينهال وديان كروغ ليمثلوا العلامة التجارية. لعب لاعب كرة القدم السويدي فريدريك ليونغبرج دور البطولة في سلسلة من الإعلانات للشركة. ظهر المغني جاستن بيبر مؤخرًا في إعلان لمجموعة الملابس الداخلية لكالفن كلاين، كما فعلت عارضة الأزياء كيندال جينر. في عام 2017، أصبح سولانج نولز وجه حملة موسيقانا (أور ميوزيك)، #مايكالفينس. في 16 يوليو 2018، تم الإعلان عن كل من ساويرس رونان ولوبيتا نيونغو كوجوه لعطر راف سيمونز الأول للعلامة التجارية، المسمى ومن. لقد جربوا أيضًا التقنيات الناشئة. عند الإعلان عن عطر cKOne في عام 1999، قاموا بوضع عناوين البريد الإلكتروني في الإعلانات المطبوعة، والتي تستهدف المراهقين. عندما يرسل هؤلاء المراهقون هذه العناوين بالبريد، سيتم وضعهم في قائمة بريدية ترسل لهم رسائل بريدية تحتوي على تفاصيل غامضة حول حياة العارضات، مع تفاصيل مزيفة تهدف إلى جعلها أكثر ارتباطًا. جاءت هذه الرسائل على فترات غير متوقعة وكان من المفترض أن تمنح القراء الشعور بأن لديهم بعض الارتباط بهذه الشخصيات. على الرغم من إيقاف القوائم البريدية في عام 2002، فقد ألهمت الحملة أساليب تسويقية مماثلة للأفلام ومنتجات البيع بالتجزئة الأخرى. في عام 2019، عرضت كالفن كلاين إعلانًا لسارة راي فارغاس للنساء ذوات الحجم الزائد[بحاجة لمصدر]. في عام 2020، دعا كالفن كلاين عارضة الأزياء السوداء جاري جونز وثمانية عارضين آخرين من LGBTQ ليمثلوا حملة الفخر #PROUDINMYCALVINS.

### العلامة التجارية
مثل ماركات الأزياء الأخرى، أنشأت كالفن كلاين حرفًا واحدًا كشعار "ck".

### المرخص لهم
اعتبارًا من عام 2012، كان المرخصون الثلاثة الأوائل:
- مجموعة وارناكو- 40٪ من عائدات الترخيص، أي «حوالي 100 مليون دولار»[17]
- كوتي - 12٪ من إتاوات الترخيص[17]
- مجموعة جي3 للملابس - 14٪ من إتاوات الترخيص[17]

### الإنترنت
في عام 2004، اشترت الشركة اسم المجال CK.com. كالفن كلاين هي واحدة من الشركات القليلة في جميع أنحاء العالم التي تمتلك اسم نطاق من حرفين.

## المصممين
عندما استحوذت شركة بي في إتش على كالفين كلاين في عام 2003، تم تعيين فرنسيسكو كوستا كمدير إبداعي لمجموعة كالفين كلاين الخاصة بالنساء. عمل كوستا بالفعل مع كلاين مباشرة قبل مغادرة المؤسس للشركة، وتولى منصب المدير في عام 2003.
تعاون إتالو زوكشيلي، مصمم جيل ساندر وروميو جيجلي السابق، مع كالفين كلاين لمدة ستة مواسم قبل أن يصبح المصمم الرئيسي والمدير الإبداعي لمجموعة كالفين كلاين الخاصة بالرجال في ربيع 2004.
تم تعيين كيفين كاريجان، وهو رجل إنجليزي، كمدير إبداعي عالمي لماركات كالفين كلاين (سي كيه) وكالفين كلاين (العلامة البيضاء) وكالفين كلاين للجينز وكالفين كلاين للملابس الداخلية ومنتجاتها المرخصة ذات الصلة. كان كاريجان مع كالفن كلاين منذ عام 1998.
في أبريل 2016، أُعلن أن فرنسيسكو كوستا وإيتالو زوكشيلي سيغادران الشركة.
في أغسطس 2016، أعلنت شركة كالفين كلاين. عن تعيين راف سيمونز في منصب المدير الإبداعي للعلامة التجارية، حيث يشرف على جميع جوانب التصميم والسوق العالمي والاتصالات والخدمات المرئية الإبداعية. تولى سيمونز الاستراتيجية الإبداعية لعلامة كالفن كلاين التجارية على مستوى العالم عبر شركة الملابس الجاهزة والجسر والملابس الرياضية والجينز والملابس الداخلية والخطوط المنزلية. تم الإعلان أيضًا عن بيتر مولير كمدير إبداعي، حيث يقدم تقاريره مباشرة إلى سيمونز والمسؤول عن تنفيذ رؤيته الإبداعية والتصميمية للملابس الجاهزة للرجال والنساء والجسر وأفضل الملابس والإكسسوارات. كما تم الإعلان عن استقالة كيفن كاريجان من الشركة لدوره الإبداعي في رالف لورين. ظهرت مجموعات سيمونز الأولى لموسم خريف 2017.
في ديسمبر 2016، أُعلن أن إيمي ميلين ستترك الشركة.
في يناير 2017، أُعلن أن كليماندي بورغفين بلاكمان سيتولى منصب نائب رئيس التصميم في كالفين كلاين للخطوط المنزلية.
في ديسمبر 2018، تم الإعلان عن انفصال راف سيمونز عن شركة كالفن كلاين بعد عامين فقط في الشركة.

## الشركات

### المتاجر
- مجموعة كالفين كلاين

في أواخر التسعينيات، افتتحت الشركة متاجر كالفن كلاين كولكشن الأنيقة في باريس وسول وتايبيه ومتاجر سي كي كالفن كلاين الراقية في هونغ كونغ وميلانو ومدينة الكويت. اعتبارًا من اليوم، لا يوجد سوى متجر واحد من مجموعة كالفين كلاين تديره شركة كالفين كلاين، يقع في مدينة نيويورك. من بين متجرين من مجموعة كالفين كلاين الموجودين في الولايات المتحدة، تم إغلاق موقع دالاس في قرية هايلاند بارك الذي كان مفتوحًا لمدة 20 عامًا، في منتصف عام 2005. تم إغلاق الموقع الدولي الوحيد، في باريس، بواسطة بي في إتش في مارس 2006. ولا يزال متجر نيويورك، الذي يعمل كمتجر رئيسي للشركة في 654 شارع ماديسون، مفتوحًا حتى اليوم. يحتفظ الشركاء بمتاجر مجموعة كالفين كلاين في هونغ كونغ وشنغهاي ومومباي وسول وسنغافورة وكوالالمبور وبانكوك ودبي وقطر.
- كالفين كلاين (العلامة البيضاء)

تم افتتاح متاجر التجزئة المتخصصة كالفن كلاين، التي صممتها شركة الهندسة المعمارية في نيويورك لينش/ إيسينجر/ ديزاين في ساحة لينوكس في أتلانتا، سنتر بيفرلي في لوس أنجلوس؛ وهو مغلق حاليا. في 25 يوليو 2010، المركز التجاري تشيري كرييك في دنفر؛ وهو مغلق حاليا، أغلق مجموعة ناتيك في ناتيك إم أيه. المركز التجاري في بارتريدج كريك في ميشيغان؛ وهو أيضا مغلق حاليا .أفينتورا مول في أفينتجورا، فلوريدا، ساوث كوست بلازا في كوستا ميسا كاليفورنيا. من المقرر افتتاح ثمانية متاجر إضافية من تصميم لينش/ إيسينجر/ ديزاين في عام 2008. وهناك أيضًا العديد من متاجر كالفن كلاين أوتليت، التي تقع في الغالب داخل مراكز التسوق في المصانع في الولايات المتحدة، والتي تبيع الملابس الرياضية ذات العلامة البيضاء وأحيانًا أزياء كالفين كلاين ذات العلامة البيضاء لكن بأسعار مخفضة ولكنها لا تحتوي على كل خطوط المجموعات.
- كالفين كلاين جينز

توجد متاجر كالفن كلاين جينز حول العالم. من بين العديد من البلدان الأخرى في المملكة المتحدة وألمانيا واليونان وروسيا والبرازيل والمكسيك وكرواتيا ومصر وتشيلي والأرجنتين والهند والفلبين وأستراليا ونيوزيلندا، وفتحت في كالي العام الماضي.[بحاجة لمصدر]
- كالفين كلاين للملابس الداخلية

يمكن العثور على متاجر الملابس الداخلية المميزة من كالفن كلاين في ليوبليانا، بوينس آيرس، كارديف (اعتبارًا من أبريل 2011)، مكسيكو سيتي، إدنبرة، غلاسكو، ملبورن، هونج كونج، لندن، مانشستر، مانيلا، مدينة نيويورك، شنغهاي، سنغافورة، فرانكفورت، تورونتو، هاتفيلد، وبرنابي، كولومبيا البريطانية (مترو فانكوفر).
- مؤسسات البيع بالتجزئة

يوجد في المتاجر الكبرى في الولايات المتحدة، بما في ذلك مايسيز ولورد اند تايلور وديلاردز ونوردستورم، بالإضافة إلى العديد من المتاجر المستقلة الصغيرة مجموعات سي كي أو العلامة البيضاء أو الجينز. بعض المتاجر الكبرى مثل بيرغدورف جودمان وساكس فيفث أفينيو ونيمان ماركوس يوجد فيها أيضًا مجموعة كالفن كلاين. تشمل متاجر التجزئة البارزة في المملكة المتحدة التي تقدم كالفن كلاين متاجر مثل جون لويس وديبينهامز وكي جي باكيت. في أستراليا، بائع التجزئة المهيمن هو ماير. يتم العثور على منتجات كالفين كلاين أيضًا عبر الإنترنت مع تركيز الإنترنت بشكل خاص على بيع الملابس الداخلية والعطور من كالفين كلاين.
- أوروبا وآسيا

في أوروبا، تشتهر كالفين كلاين في الغالب بملابسها الداخلية وإكسسواراتها وربما بمجموعة أزياء العمل، بدلاً من خطوط الملابس الرياضية متوسطة السعر المتوفرة في متاجر التجزئة الراقية المختارة. في آسيا، توجد أيضًا متاجر كالفين كلاين سي كي المميزة التي تحمل خط الانتشار، المعروفة أيضًا باسم العلامة الرمادية بما في ذلك الملابس النسائية، والملابس الرجالية، والإكسسوارات.

## الجدل
في عام 1980، صور ريتشارد أفيدون وأخرج حملة كالفن كلاين جينز التي ظهرت فيها بروك شيلدز البالغة من العمر خمسة عشر عامًا. تم حظر بعض هذه الإعلانات، بما في ذلك إعلان سيئ السمعة حيث تسأل بروك «هل تريد أن تعرف ما الذي يحدث بيني وبين كالفينز الخاصة بي؟ لا شيء!»[بحاجة لمصدر]
تلقى إعلانات عام 1995 التي تروج لجينز كالفن كلاين انتقادات لكونها «إباحية للأطفال».
في أغسطس 2012، رفعت لولوليمون أثليتيكا دعوى قضائية ضد كالفين كلاين وشركة جي3 للملابس لانتهاك ثلاث براءات اختراع لتصميم لولوليمون لسراويل اليوغا. كانت الدعوى القضائية غير عادية إلى حد ما لأنها تضمنت مصممًا يسعى لتأكيد حماية الملكية الفكرية في الملابس من خلال حقوق براءات الاختراع. في 20 نوفمبر 2012، قدم لولوليمون إشعارًا بالفصل الطوعي في محاكم ديلاوير بناءً على اتفاقية تسوية خاصة تم التوصل إليها بين الطرفين والتي من شأنها رفض الدعوى. وفقًا لبيان صحفي لشركة لولوليمون، «تقدر لولوليمون منتجاتها وحقوق الملكية الفكرية ذات الصلة وتتخذ الخطوات اللازمة لحماية أصولها عندما نرى محاولات لمحاكاة منتجاتنا».
ومع ذلك، وفقًا لكتاب العلامة التجارية الفاخرة لشركة شوفالييه، فإن كلاين «نادرًا ما يشارك في تصميم وتطوير المنتجات التي تحمل اسمه» و «يتم التعاقد على جميع الأنشطة مع المرخص لهم».
في عام 2014، تعرضت كلاين لانتقادات بسبب تعيينها ميلا دالبيسيو في «بيرفييكتلي فيت (لائق جدا)» والتي أساءت للعديد من النساء لأنها مصنوعة للأحجام الزائدة.

## وصلات خارجية
- الموقع الرسمي (www.calvinkleininc.com or www.ck.com)
- Great CK Biography With Photos
- Calvin Klein Preferred home page
- Calvin Klein Underwear home page
- Lynch / Eisinger / Design Website
- a Calvin Klein Perfume and Cologne Website
- Calvin Klein Boxers Comparison site
- calvin klein underwear site
- Calvin Klein Jeans, ca. 1975-1985, in the Staten Island Historical Society Online Collections Database
- Calvin Klein Boxers UK